# 埃迪·豪斯
爱德华·L·豪斯二世（英語：Edward L. House II，1978年5月14日—），美国职业篮球运动员，场上位置為得分后卫或控球後衛，以投射三分球见长。
豪斯出生于加利福尼亚州柏克莱，大学就读于亚利桑那州立大学，是该校校史上篮球得分最多的球员。在2000年NBA选秀中，豪斯在第二轮总第37位被迈阿密热火队选中，其后他又先后效力于洛杉矶快船队、密尔沃基雄鹿队、夏洛特山猫队、萨克拉门托国王队、菲尼克斯太阳队和新泽西网队。2007年夏季，豪斯加盟波士頓塞爾提克队。